# Juliomys pictipes
Juliomys pictipes és una espècie de mamífer rosegador de la família dels cricètids. Viu a altituds de fins a 2.000 msnm a l'Argentina i el Brasil. Es tracta d'un animal arborícola. El seu hàbitat natural són els boscos tant de plana com de muntanya. Està amenaçat per la destrucció i fragmentació del seu medi. El seu nom específic, pictipes, significa ‘peu colorit’ en llatí.